# Antitype chi
Antitype chi là một loài bướm đêm trong họ Noctuidae.

## Hình ảnh

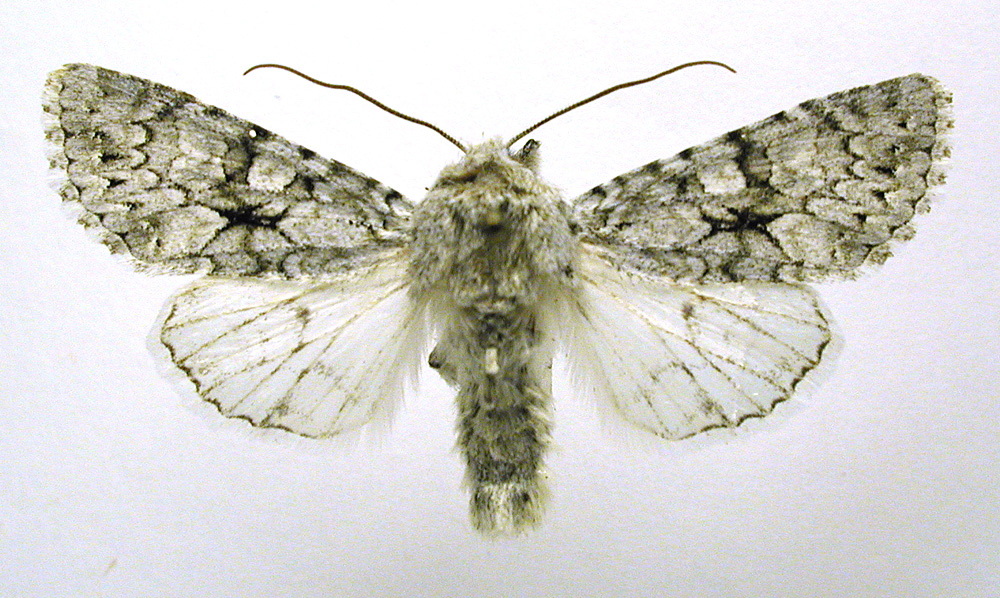
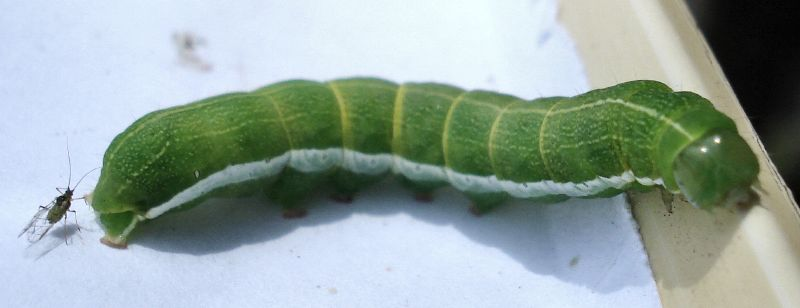
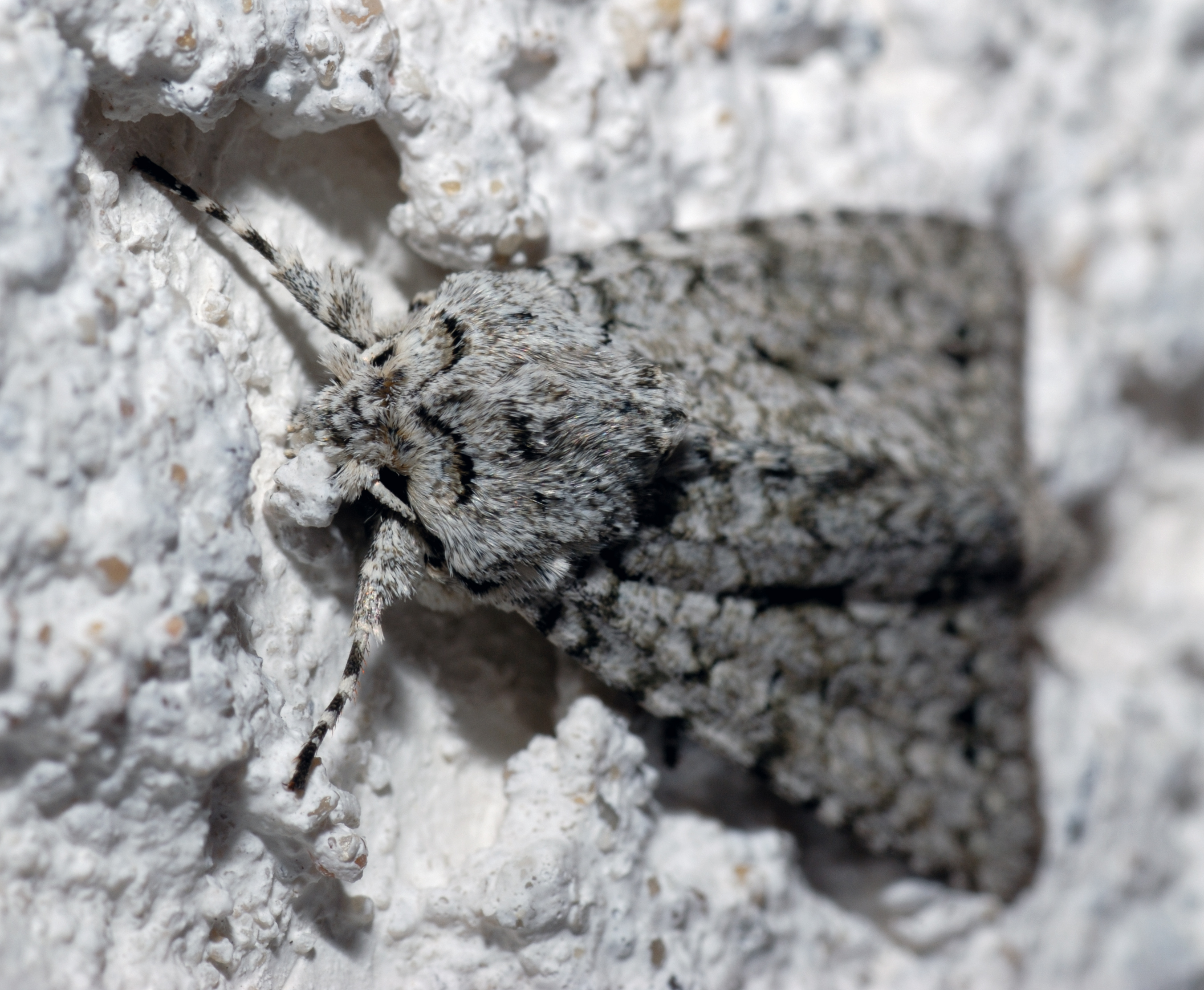
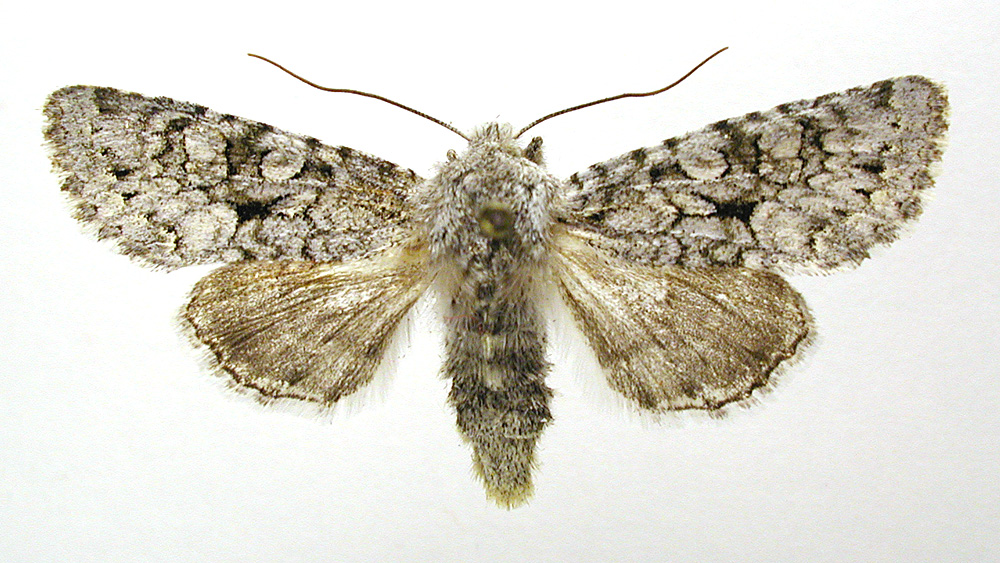